# Rosica Stamenowa
Rosica Szianowa Stamenowa, później Christowa (bułg. Росица Шянова Стаменова, później Христова, ur. 6 marca 1955 we wsi Staro seło) – bułgarska lekkoatletka, sprinterka, dwukrotna medalistka halowych mistrzostw Europy.
Specjalizowała się w biegu na 400 metrów. Zajęła 4. miejsce na tym dystansie na halowych mistrzostwach Europy w 1980 w Sindelfingen.
Wystąpiła na igrzyskach olimpijskich w 1980 w Moskwie, gdzie odpadła w półfinale biegu na 400 metrów, a sztafeta 4 × 400 metrów z jej udziałem nie ukończyła biegu finałowego.
Zdobyła brązowy medal w biegu na 400 metrów na halowych mistrzostwach Europy w 1983 w Budapeszcie. Odpadła w półfinale na tym dystansie podczas mistrzostw świata w 1983 w Helsinkach, a sztafeta 4 × 400 metrów z jej udziałem zajęła w finale 7. miejsce.
Ponownie zdobyła brązowy medal na 400 metrów na halowych mistrzostwach Europy w 1984 w Göteborgu. Nie wystąpiła na igrzyskach olimpijskich w 1984 w Los Angeles z powodu bojkotu tej imprezy przez Bułgarię. Na zawodach Przyjaźń-84 zorganizowanych w Pradze dla sportowców z państw bojkotujących igrzyska zajęła 6. miejsce na 400 metrów oraz trzecie w sztafecie 4 × 400 metrów. Na mistrzostwach Europy w 1986 w Stuttgarcie wystąpiła jedynie w sztafecie 4 × 400 metrów, w której zajęła wraz z koleżankami 4. miejsce.
Odpadła w eliminacjach na 400 metrów na halowych mistrzostwach Europy w 1987 w Liévin, a na halowych mistrzostwach świata w 1987 w Indianapolis zajęła na tym dystansie 5. miejsce. Na mistrzostwach świata w 1987 w Rzymie zajęła 8. miejsce w sztafecie 4 × 400 metrów. Na halowych mistrzostwach Europy w 1988 w Budapeszcie zajęła 6. miejsce w finale biegu na 400 metrów.
Czterokrotnie ustanawiała rekordy Bułgarii na 400 metrów do wyniku 50,82 (16 sierpnia 1984 w Pradze).
Była mistrzynią Bułgarii na 400 metrów w 1984, 1985 i 1988 oraz halową mistrzynią na tym dystansie w 1979, 1980, 1983, 1984, 1987 i 1988.